# Internationale Kommission für Schadenersatz für die Ukraine

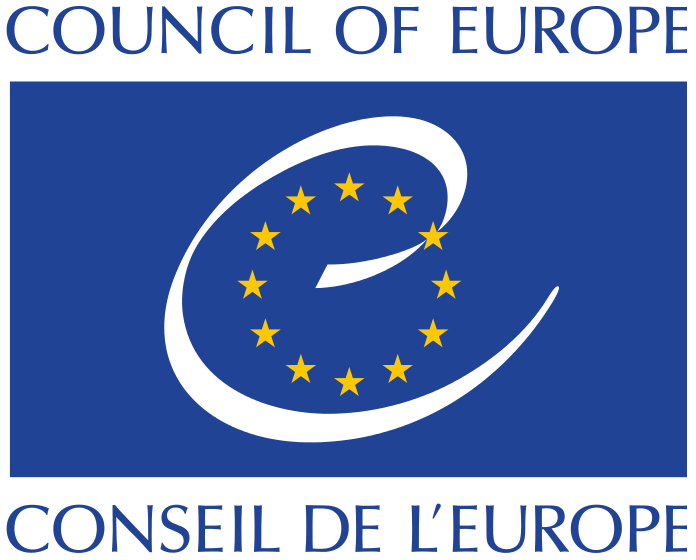
Logo des Europarats

Die Internationale Kommission für Schadenersatz für die Ukraine (engl. Claims Commission for Ukraine INC) ist ein geplantes unabhängiges Gremium unter der Schirmherrschaft des Europarats, das für die Überprüfung, Bewertung und Entscheidung über individuelle Entschädigungsansprüche von Kriegsopfern des russischen Überfalls auf die Ukraine seit 2022 zuständig sein soll.
Schäden und Verluste an privatem und öffentlichem Eigentum, insbesondere der kritischen Infrastruktur sowie Personenschäden, die durch die Aggression der Russischen Föderation gegen die Ukraine verursacht wurden, werden bereits seit Mai 2023 im Schadensregister für die Ukraine, dem künftigen Sekretariat der Internationalen Kommission, erfasst.

## Rechtsgrundlage
Die Resolution A/RES/ES-11/5 der Generalversammlung der Vereinten Nationen vom 14. November 2022 empfahl den Mitgliedstaaten,

„in Zusammenarbeit mit der Ukraine ein internationales Schadensregister einzurichten, mit dem Ziel, Beweismaterial und Informationen über Schadenersatzansprüche für Sach- und Personenschäden, die allen betroffenen natürlichen und juristischen Personen sowie dem Staat Ukraine infolge der in der Ukraine begangenen oder gegen die Ukraine gerichteten völkerrechtswidrigen Handlungen der Russischen Föderation entstanden sind, dokumentarisch zu erfassen sowie die Sammlung von Beweismaterial zu unterstützen und zu koordinieren.“

## Schaffung eines Schadensregisters
Aufgrund der VN-Resolution A/RES/ES-11/5 hat der Europarat im Mai 2023 in Reykjavík das Ukraine-Schadensregister (engl. Register of Damage for Ukraine RD4U) mit Sitz in Den Haag geschaffen, das seit April 2024 von ukrainischen Privatpersonen, Unternehmen sowie staatlichen Stellen eingebrachte Schäden online dokumentiert.
Bei seiner ersten Sitzung in Den Haag vom 11. bis 15. Dezember 2023 hat der Verwaltungsrat des Schadensregisters Róbert Ragnar Spanó (Island) zum Vorsitzenden und Chiara Giorgetti (Italien) zur stellvertretenden Vorsitzenden gewählt. Mitglied im Verwaltungsrat ist auch der deutsche Jurist Norbert Wühler. Außerdem wurde auf dieser Sitzung eine Geschäftsordnung verabschiedet und die Kategorien von Schadenersatzansprüchen erörtert, die beim Register eingereicht werden können.
Voraussichtlich werden die Kategorien insbesondere Schadenersatzansprüche umfassen, die im Zusammenhang stehen mit
- dem Verlust von Menschenleben, Folter und sexueller Gewalt sowie Personenschäden,
- der Vertreibung und Zwangsumsiedlung von Personen,
- dem Verlust von Eigentum[6] und Einkünften sowie anderen Formen wirtschaftlicher Verluste,[7]
- Schäden an kritischer Infrastruktur und anderen staatlichen Einrichtungen,
- Schäden am historischen und kulturellen Erbe,
- Umweltschäden[8]
- und anderen Kategorien, die vom Verwaltungsrat festgelegt werden.

## Übereinkommen über die Internationale Kommission für Schadenersatz für die Ukraine
Die Internationale Schadenskommission soll die vom Ukraine-Schadensregister dokumentierten Schäden bewerten und Entschädigungen zusprechen.
Die erste Verhandlungsrunde zu einem Übereinkommen über die Schadenskommission fand mit Vertretern aus mehr als 50 Staaten, der Europäischen Union und des Europarats vom 24.–26. März 2025 statt, eine zweite vom 12.–16. Mai 2025. Eine dritte wird im Juli 2025 stattfinden.

## Erfüllung der Ansprüche
Noch ungeklärt ist, wie die Ansprüche erfüllt werden sollen. Da von russischer Seite keine freiwilligen Zahlungen zu erwarten sind, ebenso wenig die Zahlung von Reparationen an die Ukraine, wird die Verwendung des beschlagnahmten Vermögens der russischen Zentralbank erwogen. Denkbar ist auch eine Finanzierung durch die Vereinten Nationen analog der Entschädigungskommission für Ansprüche gegen Irak.